# 212-й гвардейский истребительный авиационный полк
212-й гвардейский истребительный авиационный Ярославский ордена Александра Невского полк (212-й гв. иап) — воинская часть Военно-воздушных сил (ВВС) Вооружённых Сил РККА, принимавшая участие в боевых действиях Великой Отечественной войны.

## Наименования полка
За весь период своего существования полк несколько раз менял своё наименование:
- 438-й истребительный авиационный полк;
- 438-й истребительный авиационный Ярославский полк;
- 212-й гвардейский истребительный авиационный Ярославский полк;
- 212-й гвардейский истребительный авиационный Ярославский ордена Александра Невского полк;
- Войсковая часть (Полевая почта) 10205.

| Як-7УТ | Як-7 | ЛаГГ-3 | Харрикейн |

## Создание полка
212-й гвардейский истребительный авиационный Ярославский полк образован переименованием 27 октября 1944 года 438-го истребительного авиационного Ярославского полка в гвардейский за образцовое выполнение боевых задач и проявленные при этом мужество и героизм

## Расформирование полка
212-й гвардейский истребительный авиационный Ярославский ордена Александра Невского полк был расформирован в составе 22-й гвардейской истребительной авиационной дивизии 2-й воздушной армии Центральной группы войск (Австрия)

## В действующей армии
В составе действующей армии:
- с 27 октября 1944 года по 11 мая 1945 года.

## Командиры полка
- подполковник Оборин Александр Васильевич, 07.1943 — 07.08.1944 г. Погиб во время тарана фашистского истребителя. Герой Советского Союза. Посмертно
- подполковник Овчинников, Иван Алексеевич[6], 27.10.1944 — 09.03.1947

## В составе соединений и объединений
| Период        | Фронт (округ)            | армия               | корпус                                            | дивизия                                             | примечание                               |
| ------------- | ------------------------ | ------------------- | ------------------------------------------------- | --------------------------------------------------- | ---------------------------------------- |
| 31.07.1944 г. | 1-й Украинский фронт     | 2-я воздушная армия | 7-й истребительный авиационный корпус             | 205-я истребительная авиационная дивизия            | Р-39 «Аэрокобра»                         |
| 27.10.1944 г. | 1-й Украинский фронт     | 2-я воздушная армия | 6-й гвардейский истребительный авиационный корпус | 22-я гвардейская истребительная авиационная дивизия | Р-39 «Аэрокобра»                         |
| 11.05.1945 г. | 1-й Украинский фронт     | 2-я воздушная армия | 6-й гвардейский истребительный авиационный корпус | 22-я гвардейская истребительная авиационная дивизия | Р-39 «Аэрокобра»                         |
| 26.06.1945 г. | Центральная группа войск | 2-я воздушная армия | 6-й гвардейский истребительный авиационный корпус | 22-я гвардейская истребительная авиационная дивизия | Австрия, Р-39 «Аэрокобра»                |
| 14.03.1947 г. | Центральная группа войск | 2-я воздушная армия | 6-й гвардейский истребительный авиационный корпус | 22-я гвардейская истребительная авиационная дивизия | Австрия, Р-39 «Аэрокобра», расформирован |

## Участие в операциях и битвах
- Карпатско-Дуклинская операция — с 27 октября 1944 года по 28 октября 1944 года.
- Висло-Одерская операция — с 12 января 1945 года по 3 февраля 1945 года.
- Сандомирско-Силезская операция — с 12 января 1945 года по 3 февраля 1945 года.
- Нижне-Силезская операция — с 8 февраля 1945 года по 24 февраля 1945 года.
- Воздушная блокада Бреслау — с 23 февраля 1945 года по 6 мая 1945 года.
- Верхне-Силезская операция — с 15 марта 1945 года по 31 марта 1945 года.
- Берлинская операция — с 16 апреля 1945 года по 8 мая 1945 года.
- Пражская операция — с 6 мая 1945 года по 11 мая 1945 года.

## Награды
- 212-й гвардейский Ярославский истребительный авиационный полк 5 апреля 1945 года за образцовое выполнение боевых заданий командования в боях с немецкими захватчиками при форсировании реки Одер северо-западнее города Бреслау (Бреславль) и проявленные при этом доблесть и мужество Указом Президиума Верховного Совета СССР награждён орденом Александра Невского[7]

## Благодарности Верховного Главнокомандующего
Верховным Главнокомандующим дивизии объявлены благодарности:
- За освобождение города Кировоград[8]
- За овладение городами Оппельн, Равич и Трахенберг[9]
- За разгром окружённой группировки противника юго-западнее Оппельна и овладении в Силезии городами Нойштадт, Козель, Штейнау, Зюльц, Краппитц, Обер-Глогау, Фалькенберг[10]
- За ликвидацию группы немецких войск, окружённой юго-восточнее Берлина[11]

## Отличившиеся воины
- Оборин Александр Васильевич, подполковник, командир 438-го истребительного авиационного полка 205-й истребительной авиационной дивизии 7-го истребительного авиационного корпуса 2-й воздушной армии 10 апреля 1945 года удостоен звания Герой Советского Союза. Посмертно
- Грачёв Анатолий Александрович, старший лейтенант, лётчик 438-го истребительного авиационного полка, 4 февраля 1944 года удостоен звания Герой Советского Союза. Золотая Звезда № 2806
- Егоров Алексей Александрович, капитан, штурман 212-го гвардейского истребительного авиационного 22-й гвардейской истребительной авиационной дивизии 6-го гвардейского истребительного авиационного корпуса 2-й воздушной армии 27 июня 1945 года удостоен звания Герой Советского Союза. Золотая Звезда № 6558
- Зинченко Николай Аксёнович, старший лейтенант, заместитель командира эскадрильи 438-го истребительного авиационного полка, 21 марта 1940 года удостоен звания Герой Советского Союза. Золотая Звезда № 423
- Кожевников Анатолий Леонидович, майор, заместитель командира 212-го гвардейского истребительного авиационного 22-й гвардейской истребительной авиационной дивизии 6-го гвардейского истребительного авиационного корпуса 2-й воздушной армии 27 июня 1945 года удостоен звания Герой Советского Союза. Золотая Звезда № 6557
- Рассадкин Пётр Алексеевич, капитан, лётчик 438-го истребительного авиационного полка, 31 мая 1944 года удостоен звания Герой Советского Союза. Золотая Звезда № 3893

## Статистика боевых действий
Всего за годы Великой Отечественной войны полком:
| Выполнено боевых вылетов | Сбито самолётов в воздухе | Уничтожено самолётов всего |
| ------------------------ | ------------------------- | -------------------------- |
| 6754                     | 265                       | 274                        |

Свои потери:
| Потеряно самолётов, всего | Погибло лётчиков всего | Погибло лётчиков в воздушных боях | Не вернулись с боевого задания | Погибло при налётах и прочие небоевые потери | Погибло в авиакатастрофах и умерло от ран |
| ------------------------- | ---------------------- | --------------------------------- | ------------------------------ | -------------------------------------------- | ----------------------------------------- |
| 72                        | 48                     | 19                                | 18                             |                                              | 11                                        |

## Базирование
| Период            | Аэродром                |
| ----------------- | ----------------------- |
| 5.45 — 6.45       | Джагра, Германия        |
| 26.6.45 - 27.7.45 | Тульн-на-Дунае, Австрия |
| 27.7.45 - 14.3.47 | Штоккерау, Австрия      |

## Самолёты на вооружении
| Период      | Самолёты         |
| ----------- | ---------------- |
| 1941 — 1942 | ЛаГГ-3           |
| 1942 — 1943 | Хоукер Харрикейн |
| 1943 — 1943 | Як-7Б            |
| 1943 — 1946 | P-39 Airacobra   |
| 1946 — 1947 | P-63 Kingcobra   |

## Интересный факт
Организатор кружка самодеятельности полка А. М. Бобырь (будущий Народный артист Украинской ССР), считая свою бандуру оберегом, прятал её под крылом самолёта, а во время вылетов брал с собой.